# Baolagentaohai
Baolagentaohai (kinesiska: 宝拉根陶海, 宝拉根陶海苏木) är en socken i Kina. Den ligger i den autonoma regionen Inre Mongoliet, i den norra delen av landet, omkring 360 kilometer nordost om regionhuvudstaden Hohhot.
Genomsnittlig årsnederbörd är 520 millimeter. Den regnigaste månaden är juli, med i genomsnitt 127 mm nederbörd, och den torraste är februari, med 4 mm nederbörd.